# علی‌نقی نجد شیبانی
 علی نقی نجدشیبانی سیاستمدار اهل ایران و نماینده مجلس شورای ملی در دوره بیست و سوم (از ۱۳۵٠ تا ١٣۵۴ خورشیدی) از حوزه انتخابی فردوس و طبس بود.